# Józef Szpakowski
Józef Szpakowski (ur. 10 marca 1958) – polski kolarz szosowy, wicemistrz Polski w wyścigu szosowym ze startu wspólnego (1981).
Był zawodnikiem RLKS Dolmel Wrocław i od 1984 Victorii Rybnik; swój największy sukces odniósł w 1981, zdobywając srebrny medal mistrzostw Polski w indywidualnym wyścigu szosowym. W 1979 wywalczył brązowy medal mistrzostw Polski w wyścigu drużynowym na 100 km. W 1986 wygrał jeden z etapów Wyścigu dookoła Polski i klasyfikację na najwszechstronniejszego kolarza, w 1984 był czwarty w końcowej klasyfikacji tego wyścigu.